# Върджин Рекърдс
Върджин Рекърдс (на английски: Virgin Records) е английска звукозаписна компания, създадена от предприемачите Ричард Брансън, Саймън Дрепът и Ник Пауъл през 1972. По-късно е продадена на Thorn EMI, а впоследствие в Щатите обединена през 2006 с Capitol Records, създавайки Capital Music Group.

## Начало
Преди създаването на компанията Брансън и Пауъл имат собствен музикален магазин Virgin Records and Tapes в Нотинг Хил, Лондон, специализиращ във вноса на краутрок записи и предлагащ на всички свои клиенти, които слушат музика в магазина безплатна вегетарианска храна и ядки.
След като магазинът се оказва изключително успешно начинание, те превръщат бизнеса си в напълно-функционираща звукозаписна компания. Името на компанията, според автобиографията на Брансън, е измислено по време на съвещание, когато са се обсъждали бизнес идеите. Името е предложено от една тяхна колежка, която предлага „virgin“ (девствен), защото всички те били нови в този бизнес и буквално били като девственици. Оригиналното лого, познато сред феновете като „Близначките“, е създадено от английския художник и илюстратор Роджър Дийн и представлява млада гола жена и нейното огледално избражение, а в краката ѝ змей и името на компанията Virgin. Вариация на това лого е използвано и за Caroline Records.
Първото официално издание на Virgin Records е прогресив рок албумът „Tubular Bells“ на мулти-инструменталиста Майк Олдфийлд, излязъл през 1973 година. Той е последван от няколко изключително популярни краутрок издания, включвайки електронния пробив на немската група Tangerine Dream „Phaedra“ и албумите „The Faust Tapes“ и „Faust IV“ на Faust.

## Стилови промени
Въпреки че през 70-те Virgin Records са познати като една от ключовите музикални компании издаващи прогресив рок албуми, те не подписват договори само с групи правещи такава музика. Доказателство за това е подписаният през 1977 г. договор със скандалната английска група Секс Пистълс, който преди това са били помолени да напуснат EMI и A&M, поставяйки началото на една нова ера за компанията, утвърждаваща се като пост за пост-пънк движението. Скоро след това главният магазин в Нотинг Хил е обискиран от полицията, защото на витрината на магазина е изложен албумът на Секс Пистълс „Never Mind the Bollocks, Here's the Sex Pistols“. Това не спира компанията да продължи да подписва договори с множество постпънк и ню уейв групи като XTC, Human League, Culture Club, Gillan, Simple Minds и множество други. Към Virgin Records групата Дженезис записва няколко албума, започвайки от едноименния им албум от 1983, а компанията преиздава всички техни предишни издания.
Сегашното лого на Virgin Records, познато като „The Scrawl“ (драскулката), е създаден през 1982 и де факто представлява набързо направена драсканица върху една салфетка. Вместо да бъде нает дизайнерът на логото, Ричард Брансън предпочита само да му плати.
След няколко неуспешни опита да лицензират свои изпълнители в американски звукозаписни компании като Epic, Atlantic и A&M, Virgin Records създават през 1987 собствено местно поделение Virgin Records America.

## Закупуване от Thorn EMI
Юни 1992 компанията Virgin Records е продадена на гиганта Thorn EMI за приблизително 1 милиард щатски долара, а Ричард Брансън подписва договор със специална клауза, забраняваща на досегашните собственици на Virgin да отдават правата на компанията на трети лица. Брансън продава Virgin Records, за да може да субсидира новото си начинание Virgin Atlantic Airways, която по това е време е подложена на силен натиск от големия си конкурент British Airways. Сефа Брансън е собственик на нов лейбъл V2 Records, който включва такива имена като Моби, The White Stripes, The Crystal Method и Стереофоникс.
След закупуването си от Thorn EMI, Virgin Records създават няколко дъщерни компания Realworld Records, Innocent Records, Point Blank Records и Hut Records и активно продължават да подписват договори с изпълнители и групи.

## Сливане
През 2008 Virgin Records и Capitol Records се сливат след сериозно преструктуриране в EMI Group и създавайки Capitol Music Group, която включва в себе си 13 отделни дъщерни звукозаписни компании сред които Astralwerks, Apple Records и Terror Squad Entertainment.

## Каталог
Големият каталог на Virgin Records включва множество групи и изпълнители, сред които някои от най-отличителните са:
- 30 Seconds to Mars
- A Perfect Circle
- Антик
- Атомик Китън
- Black Rebel Motorcycle Club
- Blind Guardian
- Blur
- Дейвид Бауи
- Марая Кери
- The Chemical Brothers
- Daft Punk
- Enigma
- Goldfrapp
- Gorillaz
- Иги Поп
- Келис
- Корн
- Лени Кравиц
- Меднес
- Масив Атак
- Джордж Майкъл
- Oomph!
- Пласибо
- The Rolling Stones
- Секс Пистълс
- Сандра
- Скънк Ананзи
- Смашинг Пъмпкинс
- Спайс Гърлс
- Джос Стоун
- Tangerine Dreams
- Тина Търнър